# Trachycarpus geminisectus
Trachycarpus geminisectus gehört zur Gattung der Hanfpalmen (Trachycarpus) innerhalb der Unterfamilie Coryphoideae in der Familie der Palmengewächse (Arecaceae).

## Geschichte
Trachycarpus geminisectus wurde 1999 im chinesisch-vietnamesischen Grenzgebiet entdeckt und wurde zunächst für eine Guihaia-art gehalten. Die Erstbeschreibung erfolgte 2003 durch Tobias W. Spanner, Martin Gibbons, Van Dzu Nguyen und Tran Phuong Anh in Palms: Journal of the International Palm Society Band 47 Teil 3, Seite 146. Das lateinische Epitheton geminisectus bedeutet „mit Zwillingssegmenten“ und verweist auf das Merkmal, dass die Blattsegmente dieser Palmenart gewöhnlich paarweise auf ihrer gesamten Länge zusammenhängen.

## Vorkommen
Trachycarpus geminisectus ist eine der Trachycarpus princeps ähnliche Art und stammt aus dem Norden Vietnams, wo sie in den Provinzen Hà Giang (Distrikt Quan Ba) und Cao Bằng (Distrikt Bao Lac) vorkommt.
Trachycarpus geminisectus wächst in Vietnam in den Provinzen Hà Giang und Cao Bằng in primären, geschlossenen Regenwäldern oder in sekundären, niedrigen, feuchten, bemoosten Wäldern an steilen Hängen und entlang karstiger Gebirgsgrate in Höhenlagen zwischen 1100 und 1600 Meter, wo sie in Konkurrenz zu Nadelbäumen wie Zypressen (Cupressus), Eiben (Taxus), Nageia, Pseudotsuga, breitblättrigen Bäumen, wie Rhododendron-Arten, einigen Lauraceae- und Rosaceae-Arten sowie anderen Palmen wie Plectocomia und großen Caryota stehen, die dort in unmittelbarer Nähe wachsen.
Auch wenn sie bisher dort noch nicht entdeckt wurde, erscheint es sehr wahrscheinlich, dass Trachycarpus geminisectus auch auf der anderen Seite der Grenze im chinesischen Autonomen Gebiet Guangxi vorkommt. Über das tatsächliche Verbreitungsgebiet dieser Art liegen aber nur wenige gesicherte Angaben vor, sodass darüber keine abschließende Aussage gemacht werden kann. In den genannten Gebieten ist sie aber anscheinend recht häufig in den dortigen Bergzügen anzutreffen. Ihr natürliches Habitat ist aber meist steil und unzugänglich.

## Beschreibung
Wie alle Trachycarpus-Arten ist sie einstämmig.
Der Stamm erreicht eine Höhe von 1 bis 2 Metern und ist umhüllt von dauerhaften, faserigen Blattscheiden, welche einen Durchmesser von etwa 25 cm haben.
Die Blätter bilden eine lockere und sehr offene Krone und alte, vertrocknete Blätter bilden eine Art losen Umhang rund um den Stamm unterhalb der Blätterkrone. Die Blattscheiden bestehen aus sehr groben, dunkelbraunen und sehr beständigen Fasern, die gelegentlich mit hellbraunen Schuppen besetzt sind, wobei die exponierten Teile der Blattscheide in steife, drahtähnliche Fäden unterteilt sind.

### Blätter
Die Blattstiele (Petiolen) sind etwa 85 cm lang, schlank, etwa 1,4 cm breit und 0,9 cm dick, gemessen etwa im mittleren Teil des Petiolus. Die Blattstiele sind sehr robust, steif und an der Oberseite flach, sowie dreieckig im Querschnitt und mit einem hellgelben Streifen an der Unterseite, der zur Basis hin ins Orange übergeht. Sie sind unbehaart und an den Rändern befinden sich winzige Zähne.
Die Hastula ist mit 1,5 cm klein und dreieckig. Die Rhachis erstreckt sich bis leicht in das Blatt hinein und bildet so eine schwach ausgeprägte Mittelrippe.
Das Blatt ist fächerförmig, ¾ bis vollständig kreisförmig, und etwa 85 cm lang gemessen von der Hastula, sowie 130 cm breit. Die Blätter sind sehr lederig, dunkelgrün glänzend an der Oberseite, und mit einer dicken weißen Wachsschicht auf der Unterseite versehen. Die etwa 40 Blattsegmente teilen das Blatt regelmäßig auf einer Länge von ¾ oder tiefer und sind steif und fest. Sie sind auf ihrer ganzen Länge in Gruppen von zwei, selten drei Segmenten verbunden, wobei diese sich im letzten Drittel zu den Segmentspitzen hin leicht verjüngen. Sie sind auf einer Ebene angeordnet, wodurch sich ein beinahe flaches Blattprofil ergibt. Die zentralen Segmente sind etwa 85 cm lang und im mittleren Teil ca. 4 cm breit, was eine Breite von etwa 8 cm für ein typisches Doppelsegment ergibt, Auf dem letzten Drittel bis zur Segmentspitze verjüngen sich die Segmente, auf deren Unterseite sich eine dicke und markante Mittelrippe befindet. Die seitlichen Segmente werden allmählich immer dünner und kürzer bis hin zu einer Länge von 50 cm bei 1,5 cm Breite. Die Segmentspitzen sind spitz, eingekerbt bis leicht zweigeteilt.

### Blütenstände und Blüten
Trachycarpus geminisectus ist zweihäusig getrenntgeschlechtig (diözisch).
Die Blütenstände entspringen zwischen den Blättern (interfoliar) und sind dreifach verzweigt.
Die männlichen Blütenstände sind kurz, etwa 50 cm lang. Die Stiele sind kurz und im Querschnitt oval. Die Deckblätter der Blütenstände sind kielförmig, an der Basis röhrenförmig, leicht aufgebläht und geringfügig mit wolligen Haaren überzogen. Am oberen Ende sind die Blütenstände spitz. Die Deckblätter des Hauptastes der Blütenstände sind denen der Seitenäste sehr ähnlich. Die noch weiter abzweigenden Seitenästchen (Rachillae) der Blütenstände sind kurz, etwa 3–6 cm lang und dünn. Die Blüten stehen eng zusammen, sind kugelförmig und haben winzige Deckblätter (Brakteolen). Die Blüten messen etwa 3 mm im Durchmesser, sind gelb und duftend. Die Sepalen sind eiförmig-dreieckig, 2 mm lang und mit dem Blütengrund verwachsen. Die Petalen sind länglich-rundlich, doppelt so lang wie die Sepalen.
Es gibt sechs Staubblätter, die länger als die Petalen sind. Die Staubfäden sind einseitig leicht verdickt. Die Antheren (Staubbeutel) sind pfeilförmig und stumpf. Die rudimentären Fruchtblätter sind etwa halb so lang wie die Staubblätter.
Die weiblichen Blütenstände sind lang, robust, steif und gespreizt. Der Stiel (Pedunkel) hat einen ovalen Querschnitt und die Deckblätter sind lang und kielförmig, am oberen Ende spitz zulaufend. Die Seitenäste (Rhachillae) sind 7–13 cm lang, fleischig und gelblich wenn Samen tragend. Die Blüten sind kugelförmig, 2–3 mm im Durchmesser, gelb, duftend, meist solitär stehend mit winzigen Brakteolen (Deckblättern). Sie Sepalen sind 2 mm lang, kreisförmig und die Petalen sind länglich-rundlich, 2,5 – 3 mm lang. Die sterilen Staminodien sind sehr klein. Die Karpelle sind einseitig verdickt und sind mit einem kurzen konischen Stempel versehen.

### Früchte und Samen
Die Früchte von Trachycarpus geminisectus hängen an kurzen Blütenstielen (Pedicelli) und sind reniform (nierenförmig), breiter als lang mit dünnem, schwarzem Epikarp. Das Mesokarp ist ebenfalls dünn.
Die Samen selbst sind ebenfalls reniform, breiter als lang, mit homogenem Endokarp.
Das erste Keimblatt (Eophyll) ist einfach, schmal und gefaltet.

## Pflege in Mitteleuropa
Da Saatgut dieser Spezies nur sehr beschränkt verfügbar ist, findet man Trachycarpus geminisectus bisher kaum in Kultur außerhalb ihres natürlichen Habitats.
Ihre sehr großen und attraktiven Blätter mit ihren breiten Blattsegmenten sowie ihre vermutliche Frostverträglichkeit könnte sie aber zu einer begehrten Zierpflanze für Gärten sowohl in den subtropischen, wie auch in den gemäßigten Zonen machen.